# Selecció de bàsquet 3x3 de Letònia
La selecció de bàsquet 3x3 de Letònia és el conjunt que representa a Letònia en les competicions internacionals de la modalitat de bàsquet 3×3 masculí. Va obtindre la medalla d'or en els Jocs Olímpics de Tòquio 2020 i també ha obtingut altres en la Copa Mundial de Bàsquet 3x3 (plata en 2019), en els Jocs Europeus (plata en 2019) i en la Copa d'Europa de Bàsquet 3x3 (or en 2017 i plata en 2018 i 2022).

## Medaller històric
| Competició     | Or | Plata | Bronze | Total |
| -------------- | -- | ----- | ------ | ----- |
| Jocs Olímpics  | 1  | 0     | 0      | 1     |
| Copa Mundial   | 0  | 1     | 0      | 1     |
| Copa de Europa | 1  | 2     | 0      | 3     |
| Jocs Europeus  | 0  | 1     | 0      | 1     |
| Total          | 2  | 4     | 0      | 6     |